# عفریت
عِفریت از موجودات فراطبیعی در فرهنگ عربی است. عفریت نوعی جن است که دارای قدرت زیادی است عفریت ها موجوداتی سرکش و شرور هستند. 

## معنای لغوی
«عفریت» به معنی گردنکش و خبیث آمده‌است. در برخی منابع به قدرت و حیله‌گری آنها اشاره شده عفریت از لحاظ لغوی برگرفته از عفرة است، و به معنای کسی است که پشت دیگران را به خاک می‌مالد؛ و این نشانه قدرت اوست. از معانی دیگر عفریت زبردست و هوشمند و زیرک است. پس خباثت و شرارت برگرفته از معنای لغوی آن نیست. عفریت به شکل «عفاریت» جمع بسته می‌شود.

## عفریت در قرآن
عفریت در قرآن در داستان سلیمان پیامبر واقع در آیه ۳۹ سوره نمل آمده‌است:
 [سلیمان] گفت: «ای بزرگان! کدام یک از شما تخت او (بلقیس) را برای من می‌آورد پیش از آنکه مطیعانه نزد من آیند؟» عفریتی از جنّ گفت: «من آن را نزد تو می‌آورم پیش از آنکه از مجلسِ خود برخیزی، و من نسبت به این امر، توانا و امانت‌دارم.» [امّا] کسی که دانشی از کتاب [آسمانی] داشت گفت: «پیش از آنکه چشم برهم زنی، آن را نزد تو خواهم آورد...»
جمله «إِنِّی عَلَیْهِ لَقَوِیٌّ أَمِینٌ» که از جهات مختلفی توأم با تأکید است (انّ- جمله اسمیه- لام) نشان می‌دهد که بیم خیانت در این عفریت می‌رفته، لذا در مقام دفاع از خود برآمده و قول امانت و وفاداری داده‌است.
از ظاهر این آیه بر‌می‌آید که عفاریت(جمع عفریت) به جنیان عالم و توانمند گفته می شود.

## عفریت در ادبیات فارسی
نشستم از برش چون عرش بلقیس / بجست او چون یکی عفریت هایل. منوچهری.
عفریت دوستار تو و دستیار تست / جبریل دستیار من و دوستار من. ناصرخسرو.
گرچه عفریت آورد عرش سبائی نزد جم / دیدنش جمشید والا بر نتابد بیش از این. خاقانی.
گفت عفریتی که تختش را به فن / حاضر آرم تا تو زین بیرون شدن. مولوی.
در پذیرم جمله زشتیت را / چون ملک پاکی دهم عفریت را. مولوی.
تو گفتی که عفریت و بلقیس بود / قرین حور زادی به ابلیس بود. سعدی